# 333 v. Chr.
Portal Geschichte | Portal Biografien | Aktuelle Ereignisse | Jahreskalender | Tagesartikel

◄ |
5. Jahrhundert v. Chr. |
4. Jahrhundert v. Chr. |
3. Jahrhundert v. Chr. |
►

◄ | 350er v. Chr. | 340er v. Chr. | 330er v. Chr. | 320er v. Chr. |
310er v. Chr. |
►

◄◄ | ◄ | 336 v. Chr. | 335 v. Chr. | 334 v. Chr. | 333 v. Chr. |
332 v. Chr. |
331 v. Chr. |
330 v. Chr. |
► |
►►

## Ereignisse

### Alexanderzug
- Sommer: Taktischer Erfolg der Perser im Alexanderfeldzug: Die Auflösung der griechischen Flotte nutzen sie zu einem Vorstoß in der Ägäis, bei dem sie Chios und Lesbos einnehmen. Diese Eroberungen gehen allerdings nach dem Tod des in persischen Diensten stehenden Heerführers Memnon im August wieder verloren.
- Alexander der Große setzt Antigonos als Statthalter in Gordion ein und zieht selbst mit dem Heer über das Taurus-Gebirge. Einnahme von Kilikien und dessen Hauptstadt Tarsos, wo Alexander bis Oktober bleibt.

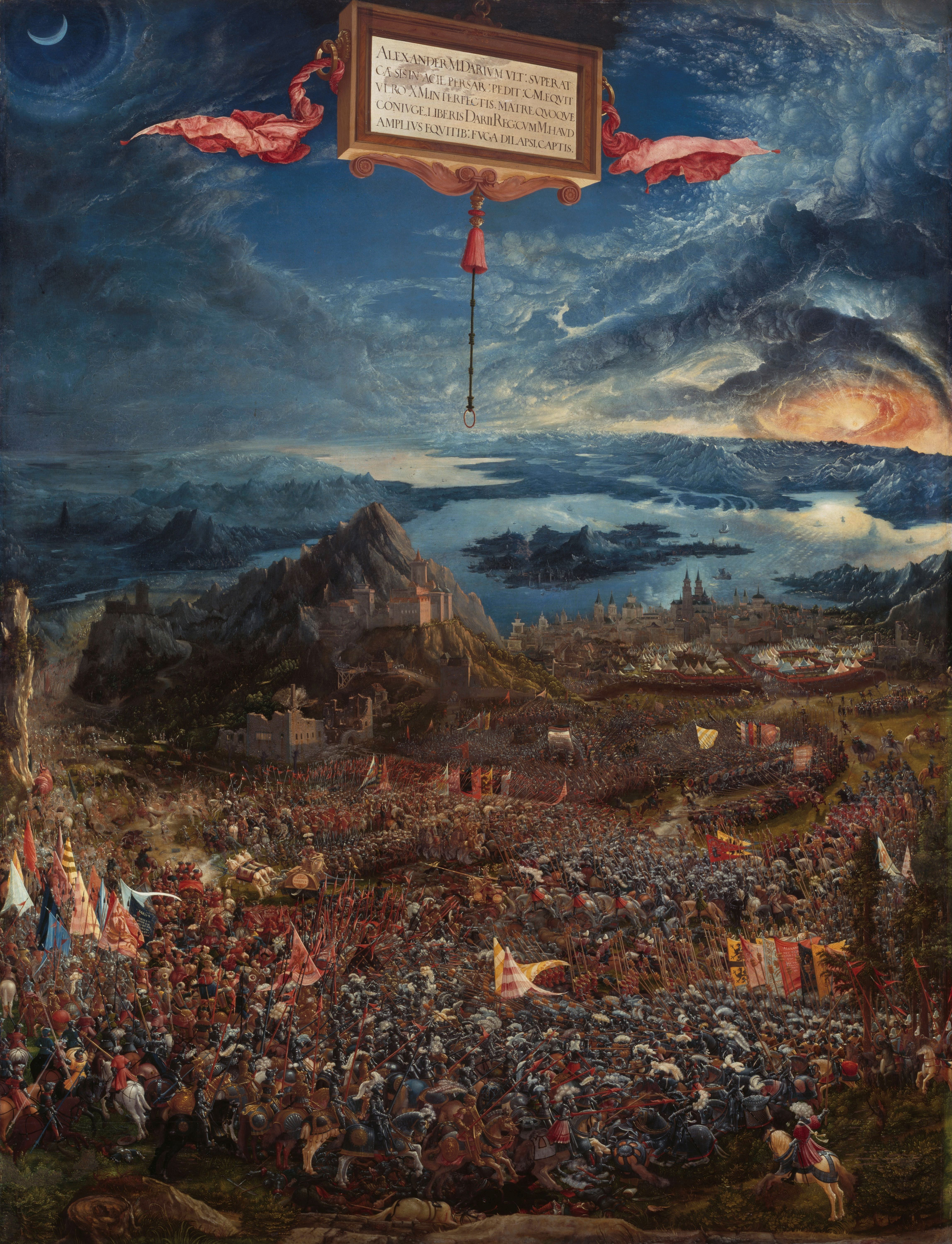
Albrecht Altdorfer: Die Alexanderschlacht, 1529

- November: Alexander der Große siegt in der Schlacht bei Issos über den persischen Großkönig Dareios III.
- Nach der Schlacht von Issos setzten die Truppen Alexanders den fliehenden Persern nach; Damaskus wird eingenommen, wo man riesige Reichtümer erbeutet. Auch die Mutter, die Frau und die Kinder des Darius geraten hier in makedonische Gefangenschaft.
- Gründung von Alexandreia (auch: Alexandretta; heute İskenderun) als erste hellenistische Städtegründung in Asien

### Westliches Mittelmeer
- Tarent ruft König Alexander I. von Epirus zu Hilfe, damit er der Stadt gegen Lukaner, Bruttier und Samniten beisteht.

## Geboren
- um 333 v. Chr.: Zenon von Kition, griechischer Philosoph, Begründer der Stoa († 264 v. Chr.)

## Gestorben
- Amyntas, makedonischer Feldherr
- Arsames, persischer Satrap
- Memnon von Rhodos, griechischer Söldnerführer